# William A. Lyon
William Austin Lyon (* 21. Januar 1903 in Sherman, Texas; † 18. März 1974 in Los Angeles, Kalifornien) war ein US-amerikanischer Filmeditor.

## Leben
William A. Lyon wurde 1903 als Sohn von Penola A. Smith (1861–1933) und Patrick Henry Lyon (1853–1927) in Texas geboren. 1935 wurde er von Columbia Pictures als Filmeditor unter Vertrag genommen und war in den darauffolgenden Jahren zunächst bei zahlreichen B-Filmen für den Filmschnitt zuständig. In den 1940er Jahren arbeitete er sich langsam nach oben und wirkte bei Filmen verschiedenster Genres mit, so z. B. beim Filmmusical Du warst nie berückender (1942) mit Fred Astaire und Rita Hayworth, beim Kriegsfilm Die Caine war ihr Schicksal (1954) mit Humphrey Bogart, beim Western Der Mann aus Laramie (1955) mit James Stewart oder bei der Liebeskomödie Barfuß im Park (1967) mit Jane Fonda und Robert Redford.
Im Laufe seiner Karriere war er insgesamt sechsmal für den Oscar in der Kategorie Bester Schnitt nominiert. 1954 erhielt er die Trophäe für Fred Zinnemanns Kriegsdrama Verdammt in alle Ewigkeit (1953). 1956 gewann er den Oscar ein weiteres Mal zusammen mit Charles Nelson für den Film Picknick (1955), in dem William Holden und Kim Novak die Hauptrollen spielten. 1971, nach der Arbeit an Denkt bloß nicht, daß wir heulen, seiner dritten Produktion mit Regisseur Stanley Kramer, zog sich William A. Lyon aus dem Filmgeschäft zurück. Er starb 1974 im Alter von 71 Jahren in Los Angeles. Sein Grab befindet sich im Valhalla Memorial Park in North Hollywood, Kalifornien.

## Filmografie (Auswahl)
- 1940: Ein Ehemann zuviel (Too Many Husbands) – Regie: Wesley Ruggles
- 1940: Arizona – Regie: Wesley Ruggles
- 1941: Flucht nach Texas (Texas) – Regie: George Marshall
- 1942: Du warst nie berückender (You Were Never Lovelier) – Regie: William A. Seiter
- 1946: Der Jazzsänger (The Jolson Story) – Regie: Alfred E. Green
- 1948: Opium (To the Ends of the Earth) Regie: Robert Stevenson
- 1949: Jolson Sings Again – Regie: Henry Levin
- 1949: Treibsand (The Walking Hills) – Regie: John Sturges
- 1950: Seine Frau hilft Geld verdienen (The Fuller Brush Girl) – Regie: Lloyd Bacon
- 1950: Mein Glück in deine Hände (No Sad Songs for Me) – Regie: Rudolph Maté
- 1950: Ladung für Kapstadt (Cargo to Capetown) – Regie: Earl McEvoy
- 1951: Frauenraub in Marokko (Ten Tall Men) – Regie: Willis Goldbeck
- 1951: Der Tod eines Handlungsreisenden (Death of a Salesman) – Regie: Laslo Benedek
- 1951: Ein Held für zwei Stunden (Saturday’s Hero) – Regie: David Miller
- 1952: Mein Sohn entdeckt die Liebe (The Happy Time) – Regie: Richard Fleischer
- 1952: Das Mädchen Frankie (The Member of the Wedding) – Regie: Fred Zinnemann
- 1952: Abu Andar, Held von Damaskus (The Thief of Damascus)
- 1953: Verdammt in alle Ewigkeit (From Here to Eternity) – Regie: Fred Zinnemann
- 1953: Fort Ti – Regie: William Castle
- 1954: Die Caine war ihr Schicksal (The Caine Mutiny) – Regie: Edward Dmytryk
- 1955: Mit Leib und Seele (The Long Gray Line) – Regie: John Ford
- 1955: Der Mann aus Laramie (The Man from Laramie) – Regie: Anthony Mann
- 1955: Picknick (Picnic) – Regie: Joshua Logan
- 1956: Storm Center – Regie: Daniel Taradash
- 1957: Wenn die Nacht anbricht (Nightfall) – Regie: Jacques Tourneur
- 1958: Cowboy – Regie: Delmer Daves
- 1958: Jakobowsky und der Oberst (Me and the Colonel) – Regie: Peter Glenville
- 1959: April entdeckt die Männer (Gidget) – Regie: Paul Wendkos
- 1959: Sie kamen nach Cordura (They Came to Cordura) – Regie: Robert Rossen
- 1960: Nur wenige sind auserwählt (Song Without End) – Regie: Charles Vidor
- 1961: Ein Fleck in der Sonne (A Raisin in the Sun) – Regie: Daniel Petrie
- 1962: Der König von Hawaii (Diamond Head) – Regie: Guy Green
- 1963: Der Mann vom Diners Club (The Man from the Diner’s Club) – Regie: Frank Tashlin
- 1964: Die Saat der Liebe (The Young Lovers) – Regie: Samuel Goldwyn Jr.
- 1965: Sierra Charriba (Major Dundee) – Regie: Sam Peckinpah
- 1966: Mollymauk, der Wunderknabe (Lord Love a Duck)
- 1966: Immer wenn er Dollars roch (Dead Heat on a Merry-Go-Round) – Regie: Bernard Girard
- 1967: Barfuß im Park (Barefoot in the Park) – Regie: Gene Saks
- 1969: Das Geheimnis von Santa Vittoria (The Secret of Santa Vittoria) – Regie: Stanley Kramer
- 1970: Kampf den Talaren (R.P.M.) – Regie: Stanley Kramer
- 1971: Denkt bloß nicht, daß wir heulen (Bless the Beasts & Children) – Regie: Stanley Kramer

## Auszeichnungen
Oscar
- 1947: Nominierung in der Kategorie Bester Schnitt für Der Jazzsänger
- 1954: Bester Schnitt für Verdammt in alle Ewigkeit
- 1955: Nominierung in der Kategorie Bester Schnitt (zusammen mit Henry Batista) für Die Caine war ihr Schicksal
- 1956: Bester Schnitt (zusammen mit Charles Nelson) für Picknick
- 1959: Nominierung in der Kategorie Bester Schnitt (zusammen mit Al Clark) für Cowboy
- 1970: Nominierung in der Kategorie Bester Schnitt (zusammen mit Earle Herdan) für Das Geheimnis von Santa Vittoria